# Alkanna lutea
Alkanna lutea är en strävbladig växtart som beskrevs av A. Dc. Alkanna lutea ingår i släktet Alkanna och familjen strävbladiga växter. Inga underarter finns listade i Catalogue of Life.